# Demo (vélo)
Pour les articles homonymes, voir Démo.
Le Demo, un VTT de freeride et de descente, est développé et construit par Specialized, un constructeur américain de vélos.
Le Demo se décline en deux versions accessibles au grand public, le Demo 7 et le Demo 8. Le premier dispose d'un débattement arrière de 180mm, ce qui le classe dans la catégorie Freeride engagé (Freeride Extreme) ainsi que dans la descente (DH). Tout monté le Demo 7 dispose d'une fourche simple té, beaucoup plus typé pour le Freeride que pour de la DH. Le Demo 8 est quant à lui un pur DH, fourni avec une fourche à double té beaucoup plus rigide et offrant un plus grand débattement.
Le Demo est un cadre disposant d'une géométrie assez compliquée mais adaptée aux terrains cassants. Son amortisseur est positionné à l'horizontal, parallèle au sol. Il offre également un angle de chasse assez ouvert, et un empattement assez grand comparé à d'autres vélos de DH.
Pour la saison 2009, le cycliste australien spécialiste de descente VTT Sam Hill utilise le Demo pour le Team Specialized.

Logo du modèle de vélo